# Savills
Savills plc är ett internationellt konsultföretag i fastighetsbranschen noterat på London Stock Exchange och en del av indexet FTSE 250. Företaget har över 500 kontor i Nord- och Sydamerika, Europa, Asien, Afrika och Mellanöstern. Savills erbjuder tjänster inom bland annat förvaltning, värdering, transaktioner och projektledning. 

## Historia
Företaget grundades av Alfred Savill 1855 i London. Det noterades på Londonbörsen 1987.

## Verksamhet
Företaget har mer än 500 kontor i Nordamerika, Sydamerika, Europa, Asien, Afrika och Mellanöstern. Savills har runt 3,000 anställda i Storbritannien och har 20,000 anställda globalt.

## Tjänster
- Investering, förvärv & uthyrning
- Analys & konsulttjänster
- Fastighetsförvaltning
- Värdering
- Corporate Finance
- Fondförvaltning
- Projektledning